# Rutger Hauer
Rutger Oelsen Hauer (Breukelen, 23 januari 1944 – Beetsterzwaag, 19 juli 2019) was een Nederlands acteur die sinds de jaren tachtig voornamelijk in de Verenigde Staten werkte. Tot de filmprijzen die hij won behoren een Golden Globe, twee Gouden Kalveren en twee Rembrandt Awards. Hij is bekend van rollen in onder meer Floris, Turks fruit en Blade Runner.

## Loopbaan
Hauer was een zoon van Arend Hauer en Teunke Mellema, beiden in hun loopbaan vooraanstaand in het onderricht in het amateurtoneel. Hij groeide op in de binnenstad van Amsterdam. Toen hij een jaar of tien was, klom hij de planken op. Zijn debuut maakte hij in 1955, als Eurysakes in Sophocles' 'Ajax'. Kort daarna maakte hij zijn onofficiële filmdebuut in 'Rust en Ruimte' uit 1956. De film werd in opdracht van de gemeente Schiermonnikoog gemaakt. Hauer is in de film aan het kuipjesteken.
Op 15-jarige leeftijd ging Hauer een jaar de zee op, maar omdat hij kleurenblind was, zat kapitein worden er niet in. Na zijn terugkeer had Hauer allerlei baantjes en ondertussen behaalde hij zijn eindexamen middelbare school aan de avondschool. Vervolgens begon hij bij de Amsterdamse Toneelschool, waar hij na drie maanden werd weggestuurd. Hauer ging in militaire dienst waar hij werd opgeleid tot hospik. Omdat hij niet wilde doden liet hij zich afkeuren en vervolgens keerde hij terug naar de Toneelschool, waar hij in 1967 eindexamen deed. Na zijn eindexamen speelde hij bij Toneelgroep Noorder Compagnie in diverse stukken, onder meer Shakespeare's Richard III, Steinbeck's Of Mice and Men (onder regie van Peter Feldman), Vondel's Joseph in Dothan en Herr Biedermann und die Brandstifter van Max Frisch. 

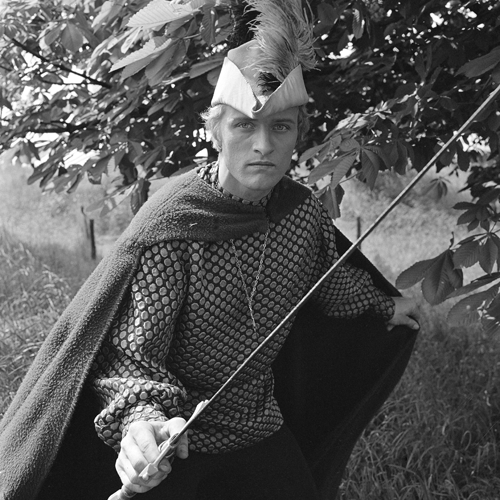
Rutger Hauer als Floris (1969)

Tijdens een van de toneelvoorstellingen werd Hauer gespot door de scenarist Gerard Soeteman, die aan een televisieserie over een middeleeuwse ridder en een fakir werkte. De twaalfdelige serie Floris, onder regie van Paul Verhoeven, betekende in 1969 de landelijke doorbraak voor Hauer.
Vanaf 1973 verwierf hij als filmacteur internationale bekendheid door zijn hoofdrol in Turks fruit, gebaseerd op het gelijknamige boek van Jan Wolkers. Dit leverde hem zijn eerste bijrol op in een Engelstalige film, The Wilby Conspiracy uit 1975, met Sidney Poitier en Michael Caine. Zijn rol werd nog niet voldoende gewaardeerd voor een internationale doorbraak, waarop hij zich weer op Nederlandse films van Verhoeven richtte (Keetje Tippel, Soldaat van Oranje en Spetters). Vooral Soldaat van Oranje was een groot succes en vormde voor Hauer en Verhoeven – en later Jeroen Krabbé – een springplank naar de Verenigde Staten. In 1981 brak Hauer aldaar door met zijn rol in de film Nighthawks. Daarna was hij de androïde tegenspeler van Harrison Ford in Blade Runner (1982). Andere goed gewaardeerde Amerikaanse films waar hij sindsdien in speelde zijn onder meer The Hitcher, Blind Fury, Buffy the Vampire Slayer en Flesh & Blood. Zijn eerste Engelstalige film werd tevens zijn laatste samenwerking met Verhoeven. In 1988 speelde hij in La leggenda del santo bevitore van Ermanno Olmi. Datzelfde jaar won hij een Golden Globe (beste mannelijke bijrol in een miniserie gemaakt voor televisie) voor zijn rol in Escape from Sobibor. Hij is de eerste Nederlander met deze onderscheiding.
In de jaren tachtig was hij in Engeland te zien in een reeks reclamespots voor Guinness. Deze surrealistische reclames werden door popcultuur-critici tot beste 'adverts' gekozen. Na 1990 ging Hauer steeds meer in B-films en televisieseries spelen. Hij was vooral te zien in actie-, horror- en sciencefictionfilms met een relatief laag budget, doorgaans in de rol van slechterik. Hauer speelde vaak psychopaten, robots, nazi's, vampiers en terroristen. In 1993 werd een sample van Hauer uit de film Blade Runner gebruikt in het project The Fires Of Orc van elektronicaproducers Biosphere en Pete Namlook.
In het nieuwe millennium begon Hauer aan een comeback naar de A-film. Zo speelde hij in 2003 een rol in Confessions of a Dangerous Mind, het regiedebuut van George Clooney. Verder speelde hij in de Hollywoodkaskraker Batman Begins van Christopher Nolan en was hij te zien in Sin City. In 2004 eindigde hij op de 92e plaats tijdens de verkiezing van De grootste Nederlander. In 2006 richtte Rutger Hauer een filmschool op in Nederland: de Rutger Hauer Film Factory.
Zijn in april 2007 verschenen (Engelstalige) autobiografie All those moments werd in het Nederlands vertaald onder de titel Autobiografie. In 2009 speelde hij in de film "Oogverblindend" van Cyrus Frisch zijn eerste hoofdrol in een Nederlandse speelfilm sinds Spetters in 1980. Oogverblindend werd door Het Parool niet de spectaculairste, maar wel de relevantste Nederlandse film van het jaar genoemd.
Hauer speelde Freddy Heineken in De Heineken Ontvoering, die op 17 oktober 2011 in première ging. In datzelfde jaar speelde hij een rol in de attractie De Vuurproef in het Nederlands Spoorwegmuseum. Op 7 september 2013 werd Hauer benoemd tot Ridder in de Orde van de Nederlandse Leeuw voor zijn 'uitzonderlijke acteerprestaties'. Een jaar later werd tijdens het festival Film by the Sea de Grand Acting Award aan hem uitgereikt.
In het zesde en zevende seizoen van de Amerikaanse televisieserie True Blood was Hauer te zien in de rol van Niall Brigant. In 2015 had Hauer een kleine rol als de voormalige Viking-koning Ravn in het eerste seizoen van de BBC-serie The Last Kingdom. In 2016 werd Hauer lid van de filmjury voor ShortCutz Amsterdam, een jaarlijks filmfestival voor het bevorderen van korte films in Amsterdam. In het spel Observer uit 2017 sprak hij de stem in van detective Daniel Lazarski. Ook werd zijn gelijkenis gebruikt voor dit personage door middel van 3D scans van zijn gezicht. In 2019 sprak hij de stem van Xehanort in voor de game Kingdom Hearts III.
Rutger Hauer is in de rol van Floris te horen op de LP Floris en de Fakir uit 1970. In 1979 nam hij een single op getiteld Peter Stutvoet. In 2012 verzorgde hij de voice-over van het karakter "Voight-Kampf" (een duidelijke verwijzing naar Blade Runner) op het album Lost In The New Real van Arjen Lucassen.

## Privéleven
Hauer leerde in 1965 de Zwitserse pianiste en kunstenares Heidi Merz kennen. Ze trouwden en werden in 1966 ouders van een dochter; actrice Aysha Hauer. Korte tijd later gingen Merz en Hauer uit elkaar. Hauer was de grootvader van model Leandro Maeder.
In 1969 ging Hauer in een boerderij in Siegerswoude samenwonen met Ineke ten Cate, dochter van journalist en hoofdredacteur van de Leeuwarder Courant Laurens ten Cate. In 1985 trouwden ze. Dit huwelijk bleef kinderloos. 
Hauer overleed op 19 juli 2019 aan de gevolgen van alvleesklierkanker na een kort ziekbed op 75-jarige leeftijd in zijn woonplaats Beetsterzwaag. De uitvaart vond op 24 juli 2019 in besloten kring plaats.
Rutger Hauer heeft zich ingezet voor onder meer het Rode Kruis, het Aidsfonds en zijn eigen Rutger Hauer Starfish Association, een organisatie om kinderen en zwangere vrouwen met hiv en/of aids te helpen. Tevens steunde Hauer Sea Shepherd en maakte hij deel uit van de "Board of Advisors" van deze organisatie.

## Filmografie
- The Sisters Brothers (2018)
- 24 Hours to Live (2017)

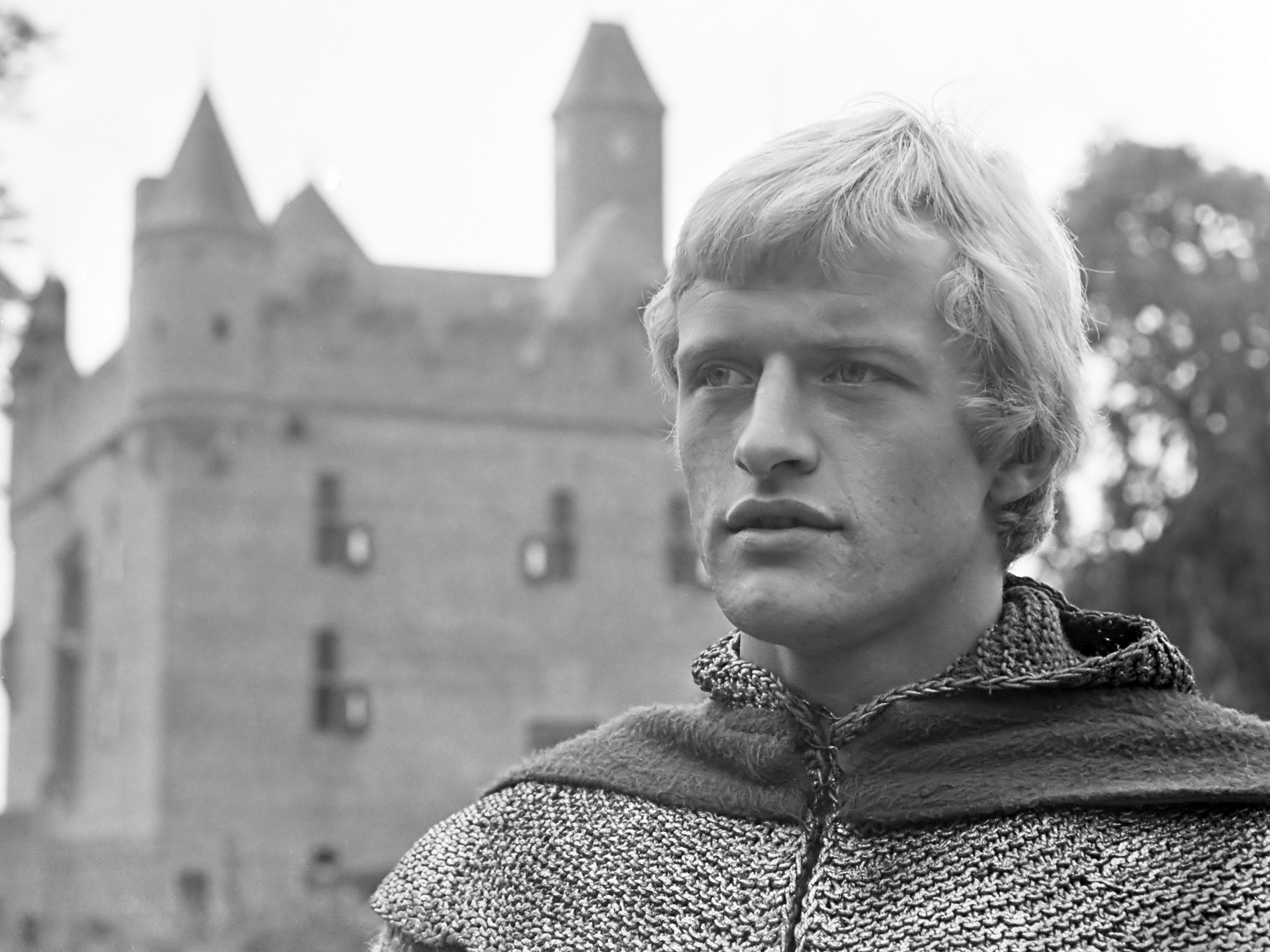
In Floris (1968)

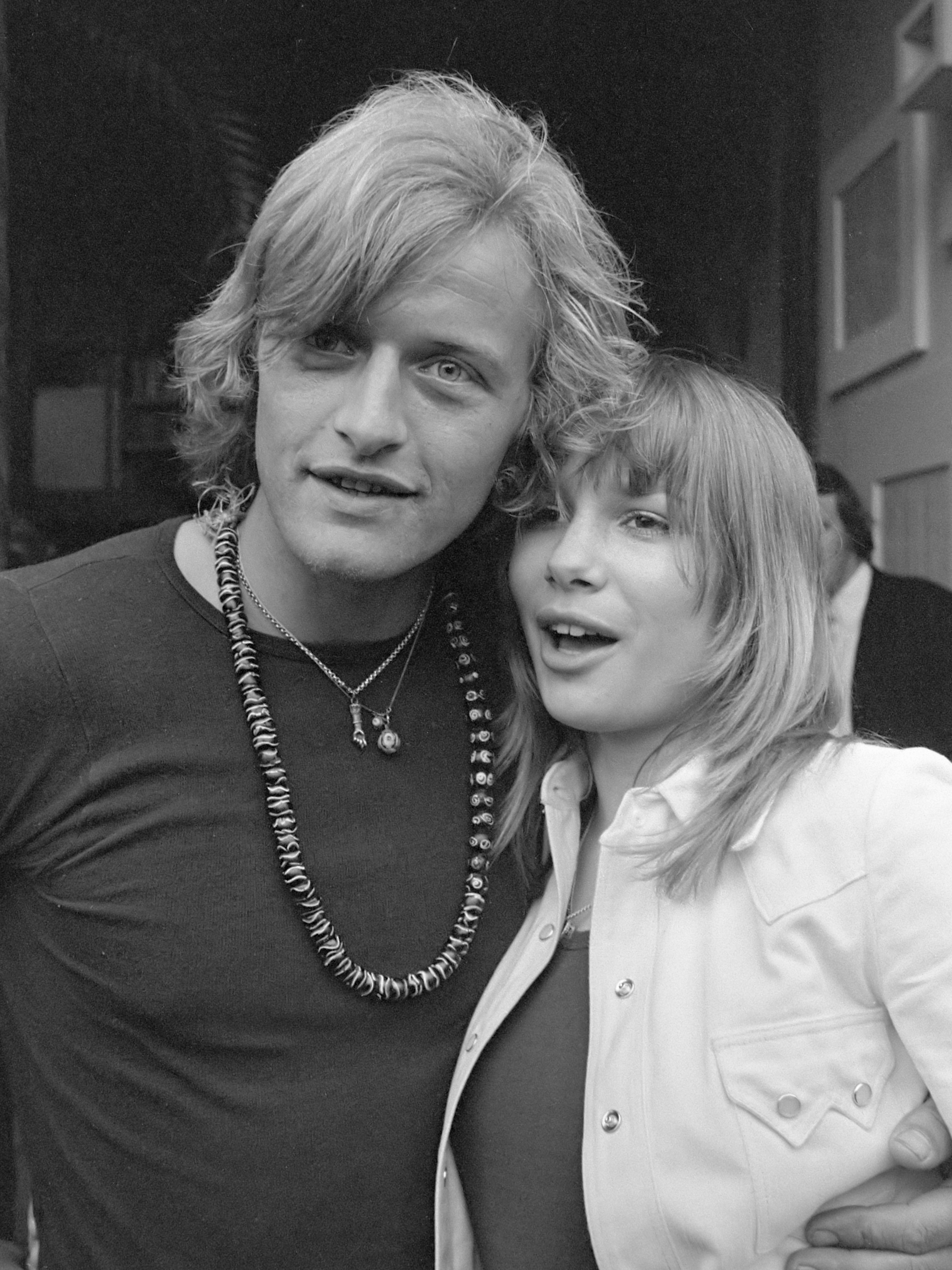
In Turks fruit met Monique van de Ven (1972)

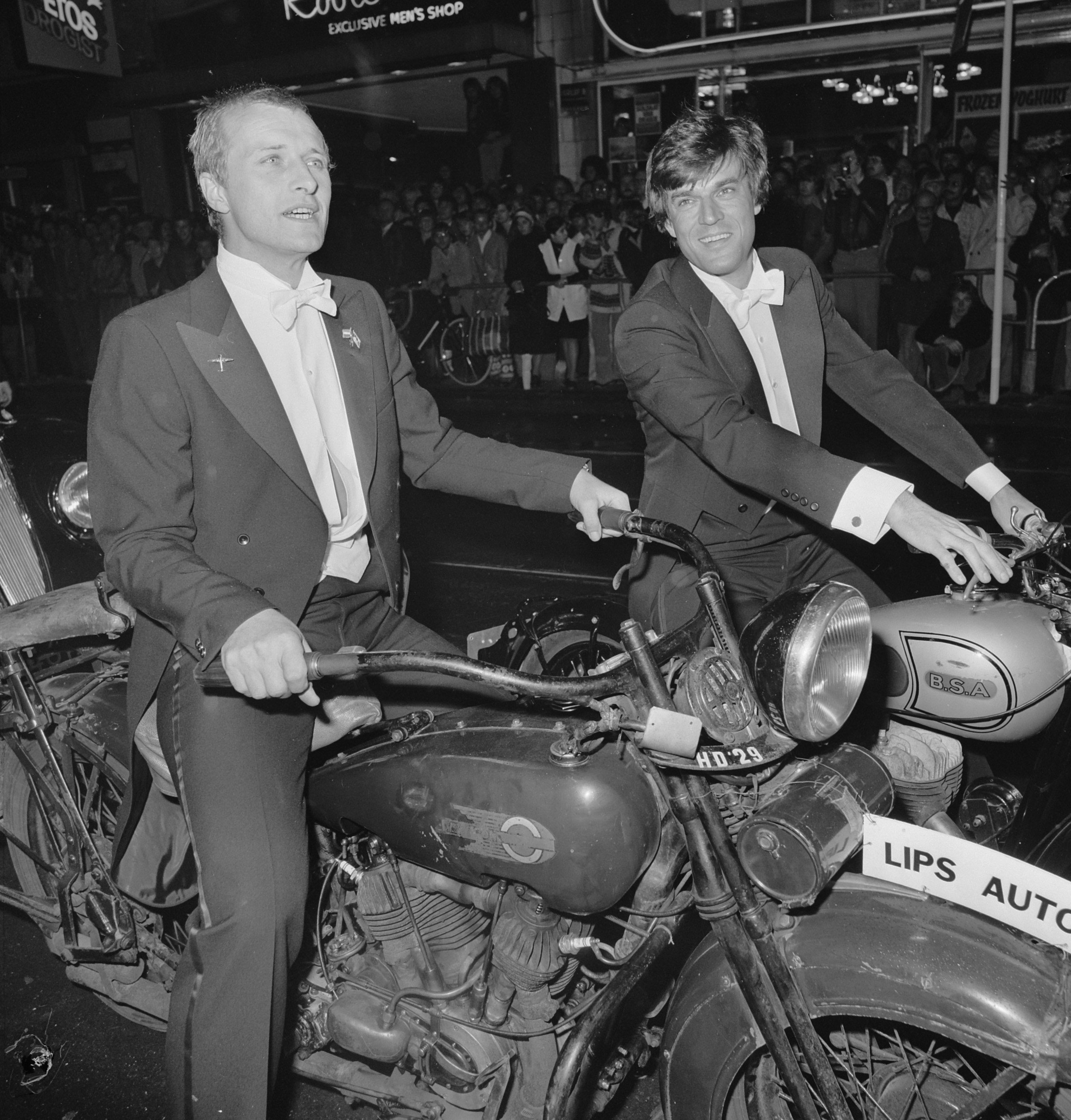
Met Jeroen Krabbé bij de première van Soldaat van Oranje (1977)

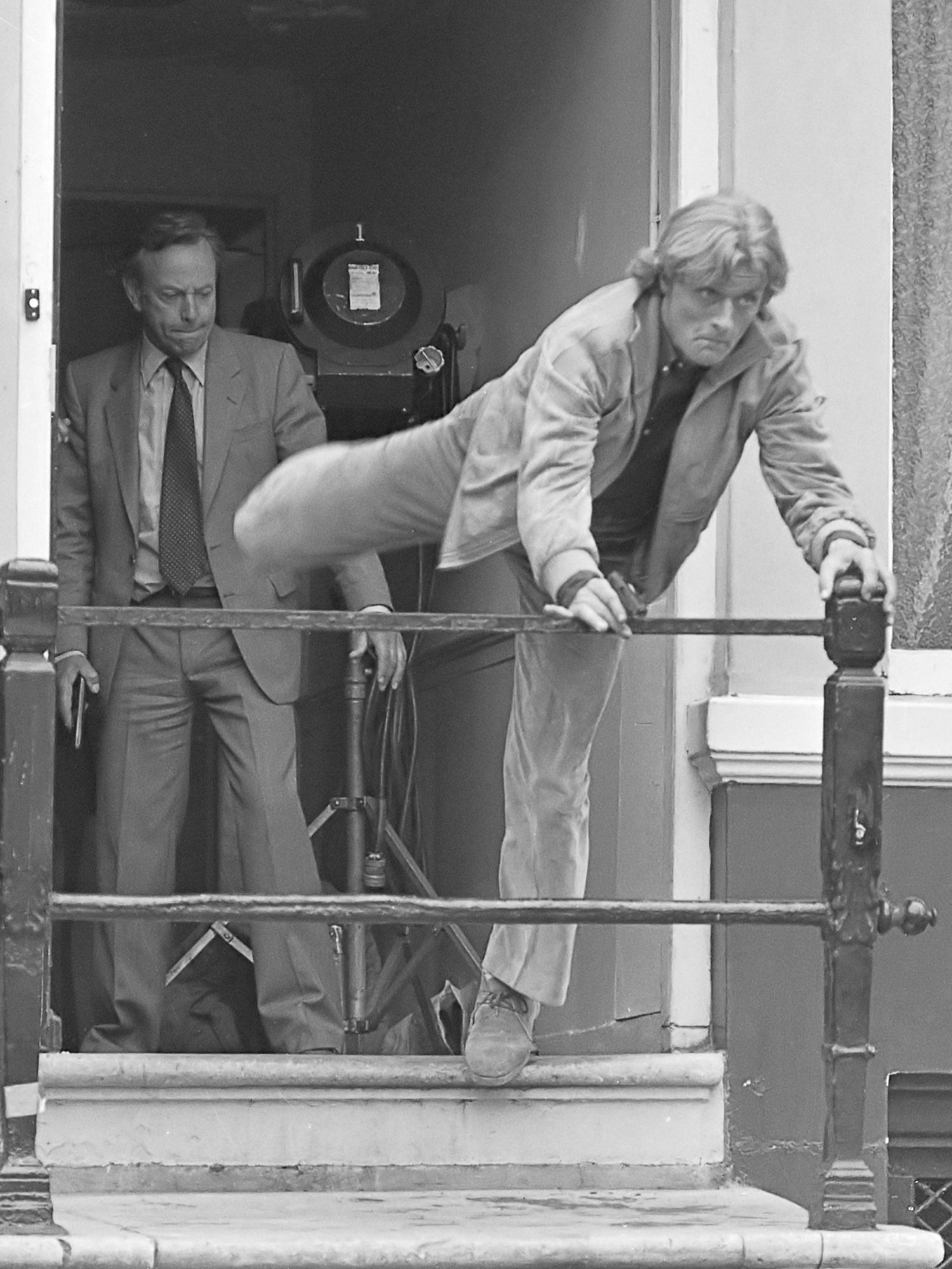
In Grijpstra & De Gier met Rijk de Gooyer (1979)

- Gangsterdam (2017) - Dolph van Tannen
- Valerian and the City of a Thousand Planets (2017)
- WAX: We Are the X (2015) - Aaron Mulder
- Michiel de Ruyter (2015) - Maarten Tromp
- The Last Kingdom (televisieserie, 2015) - Ravn
- The Scorpion King 4: Quest for Power (2015) - Koning Zakkour
- Francesco (televisiefilm, 2014) - Pater Francesco
- 2047: Sights of Death (2014) - Kolonel Asimov
- True Blood (2013-2014) - Niall Brigant
- Real Playing Game (2013) - Steve Battier
- Flight of the Storks (miniserie, 2013) - Sonderman
- Il futuro (2013) - Maciste
- De vuurproef (2012) - verteller
- Michelangelo: Il cuore e la pietra (televisiefilm, 2012) - Michelangelo
- Agent Ranjid rettet die Welt (2012) - Van Dyk
- Dracula 3D (2012) - Abraham van Helsing
- Alle for én (2011) - Niemeyer
- De Heineken Ontvoering (2011) - Freddie Heineken
- The Reverend (2011) - Withstander
- Il villaggio di cartone (2011) - Koster
- Portable Life (2011) - Antonio
- Black Butterflies (2011) - Abraham Jonker
- The Rite (2011) - Istvan Kovak
- Hobo with a Shotgun (2011) - Hobo
- The Mill and the Cross (2011) - Pieter Bruegel
- Life's a Beach (2010) - Jean-Luc
- The 5th Execution (2010) - Mr. Hunt
- Happiness Runs (2010) - Insley
- Barbarossa (2009) - Federico Barbarossa
- Oogverblindend (2009) - Argentijnse arts (stem)
- The Prince of Motor City (televisiefilm, 2008)
- The Rhapsody (2008)
- Bride Flight (2008) - Frank
- Spoon (2008) - Victor Spoon
- Magic Flute Diaries (2008) - Dr. Richard Nagel
- Starting Over (televisiefilm, 2007) - Peter Rossen
- Moving McAllister (2007) - McAllister
- 7eventy 5ive (2007) - Detective Criton
- Goal II: Living the Dream (2007) - Rudi Van Der Merwe
- Mentor (2006) - Sanford Pollard
- Minotaur (2006) - Cyrnan
- Crusade of Vengeance (dvd, 2006) - Grekkor
- The Hunt for Eagle One (dvd, 2006) - Gen. Frank Lewis
- The Poseidon Adventure (televisiefilm, 2005) - Bisschop August Schmitt
- Mirror Wars: Reflection One (2005) - de Baas
- Dracula III: Legacy (dvd, 2005) - Dracula
- Batman Begins (2005) - William Earle
- Sin City (2005) - Kardinaal Roark
- Never Enough (2004) - Sebastian
- Salem's Lot (televisiefilm, 2004) - Kurt Barlow
- Tempesta (2004) - Van Beuningen
- In the Shadow of the Cobra (2004) - Gallo
- Smallville (televisieserie) - Morgan Edge (afl. Phoenix, 2003; Exile, 2003)
- Alias (televisieserie) - Anthony Geiger (afl. Phase One, 2003)
- The Last Words of Dutch Schultz (2003) - Arthur 'Dutch Schultz' Flegenheimer (stem)
- Confessions of a Dangerous Mind (2002) - Keeler
- Warrior Angels (2002) - Grekkor
- Scorcher (2002) - President Nelson
- The Bankers of God (2002) - Kardinaal Marcinkus
- Flying Virus (2001) - Ezekial
- Turbulence 3: Heavy Metal (video, 2001) - Co-piloot MacIntosh
- Jungle Juice (2001) - Jean-Luc
- The Room (2001) - Harry
- Wilder (2000) - Dr. Sam Dennis Charney
- The 10th Kingdom (miniserie, 2000) - Huntsman
- Partners in Crime (2000) - Gene Reardon
- Lying in Wait (2000) - Keith Miller
- New World Disorder (1999) - David Marx
- Simon Magus (1999) - Graaf Albrecht
- Bone Daddy (1998) - William H. Palmer
- Merlin (televisiefilm, 1998) - Koning Vortigern
- Tactical Assault (1998) - Capt. John 'Doc' Holiday
- The Ruby Ring (televisiefilm, 1997) - Patrick Collins
- Deathline (1997) - John Anderson Wade
- Lexx: The Dark Zone (televisieserie) - Bog (afl. Eating Pattern, 1997)
- Bleeders (1997) - Dr. Marlowe
- Hostile Waters (televisiefilm, 1997) - Kapitein Britanov
- The Call of the Wild: Dog of the Yukon (televisiefilm, 1997) - John Thornton
- Lexx: The Dark Zone (miniserie, 1997) - Bog
- Omega Doom (1997) - Omega Doom
- Blast (1997) - Leo
- Knockin' on Heaven's Door (1997) - Curtiz
- Precious Find (1996) - Armond Crille
- Mr. Stitch (televisiefilm, 1996) - Dr. Rue Wakeman
- Mariette in Ecstasy (1996) - Kapelaan
- Crossworlds (1996) - A.T.
- Blood of the Innocent (1994) - Dr. Lem
- Fatherland (televisiefilm, 1994) - SS-Sturmbannführer Xavier March
- The Beans of Egypt, Maine (1994) - Reuben Bean
- Nostradamus (1994) - Mystieke monnik
- Amelia Earhart: The Final Flight (televisiefilm, 1994) - Fred Noonan
- Surviving the Game (1994) - Thomas Burns
- Voyage (televisiefilm, 1993) - Morgan Norvell
- Blind Side (televisiefilm, 1993) - Jake Shell
- Arctic Blue (1993) - Ben Corbett
- Buffy the Vampire Slayer (1992) - Lothos
- Split Second (1992) - Harley Stone
- Past Midnight (1992) - Ben Jordan
- Beyond Justice (1992) - Tom Burton
- Wedlock (televisiefilm, 1991) - Frank Warren
- Bloodhounds of Broadway (1989) - het Brein
- As Long as It's Love (1989) - John Knott
- Blind Fury (1989) - Nick Parker
- The Edge (televisiefilm, 1989)
- The Law of the Desert (miniserie, 1989) - Tom Burton
- The Legend of the Holy Drinker (originele titel: La leggenda santo bevitore) (1988) - Andreas Kartak
- Salute of the Jugger (1989) - Sallow
- Escape from Sobibor (televisiefilm, 1987) - Alexander 'Sasha' Pechersky
- Wanted: Dead or Alive (1987) - Nick Randall
- The Hitcher (1986) - John Ryder
- Flesh & Blood (1985) - Martin
- Ladyhawke (1985) - Kapitein Etienne Navarre
- Eureka (1983) - Claude Malliot Van Horn
- A Breed Apart (1984) - Jim Maldentty
- Inside the Third Reich (televisiefilm, 1982) - Albert Speer
- Chanel Solitaire (1981) - Etienne de Balsan
- Nighthawks (1981) - Reinhardt Heimar Wulfgar
- The Osterman Weekend (1983) - John Tanner
- Blade Runner (1982) - Roy Batty
- Spetters (1980) - Gerrit Witkamp
- Duel in de diepte (televisieserie, 1979) - John van der Velde
- Grijpstra & De Gier (1979) - Rinus de Gier
- Een vrouw tussen hond en wolf (1979) - Adriaan
- Es begann bei Tiffany (televisiefilm, 1979) - Ryder
- Pastorale 1943 (1978) - August Schultz
- Mysteries (1978) - Johan Nagel
- Soldaat van Oranje (1977) - Erik Lanshof (gebaseerd op Erik Hazelhoff Roelfzema)
- Max Havelaar of de koffieveilingen der Nederlandsche handelsmaatschappij (1976) - Duclari
- Het jaar van de kreeft (1975) - Pierre
- Das Amulett des Todes (1975) - Cris
- Keetje Tippel (1975) - Hugo
- The Wilby Conspiracy (1975) - Blane Van Niekirk
- La donneuse (1975)
- Floris von Rosemund (televisieserie) - Floris von Rosemund (1975)
- Pusteblume (1974) - Rick
- Turks fruit (1973) - Erik Vonk
- Repelsteeltje (1973) - De koning
- Waaldrecht (televisieserie) - Rogier de Jonge (afl. Taxi Meneer?, 1973)
- The Pathfinders (televisieserie) - Pieter Van Pearsen (afl. Sitting Ducks, 1972)
- Floris (televisieserie) - Floris van Rosemondt (12 afl., 1969)

## Prijzen en nominaties
| Jaar | Prijs                                                               | Titel                          | Categorie                           | Uitslag     |
| ---- | ------------------------------------------------------------------- | ------------------------------ | ----------------------------------- | ----------- |
| 1981 | Gouden Kalf                                                         |                                | Beste acteur, voor zijn hele oeuvre | Gewonnen    |
| 1983 | Saturn Award                                                        | Blade Runner                   | Mannelijke bijrol                   | Genomineerd |
| 1988 | Golden Globe                                                        | Escape from Sobibor            | Mannelijke bijrol                   | Gewonnen    |
| 1989 | Gold Hugo (Internationaal filmfestival van Chicago)                 | Submitting                     | Beste korte film                    | Genomineerd |
| 1989 | Golden Space Needle Award (Internationaal filmfestival van Seattle) | La leggenda del santo bevitore | Beste acteur                        | Gewonnen    |
| 1990 | Sant Jordi                                                          | La leggenda del santo bevitore | Beste buitenlandse acteur           | Genomineerd |
| 1995 | Golden Globe                                                        | Fatherland                     | Mannelijke hoofdrol                 | Genomineerd |
| 1997 | Rembrandt Award                                                     |                                | Publieksprijs                       | Gewonnen    |
| 2001 | Festival du Film de Paris                                           | The Room                       | Beste korte film                    | Gewonnen    |
| 2004 | Career Award                                                        |                                |                                     | Gewonnen    |
| 2005 | Career Achievement Award (Filmfestival van Sarasota)                |                                |                                     | Gewonnen    |
| 2008 | Gouden Kalf                                                         |                                | Cultuurprijs                        | Gewonnen    |
| 2011 | Fright Meter Award                                                  | Hobo with a Shotgun            | Beste acteur                        | Gewonnen    |
| 2011 | Gouden Film                                                         | Black Butterflies              | 100.000 bezoekers                   | Gewonnen    |
| 2011 | Gouden Film                                                         | De Heineken Ontvoering         | 100.000 bezoekers                   | Gewonnen    |
| 2012 | Rembrandt Award                                                     | De Heineken Ontvoering         | Beste Nederlandse acteur            | Gewonnen    |
| 2016 | Career Achievement Award (ShortCutz Amsterdam)                      |                                | Oeuvre prijs                        | Gewonnen    |

## Ander eerbetoon
Filmfestival Shortcutz Amsterdam reikt vanaf 2020 de Rutger Hauer Award uit aan een persoon of instelling die door jonge filmmakers als inspiratiebron wordt gezien.
Rutger Hauer was Ridder in de Orde van de Nederlandse Leeuw.